# Juvenal Betancur
Juvenal Betancur Cuartas (Amagá, 1927-Bogotá, 24 de febrero de 2025)[cita requerida] fue un periodista, diplomático y político colombiano miembro del Partido Conservador Colombiano.
Betancur dirigió programas de televisión como Así es Colombia, Noches de Colombia, Café esmeraldas y canciones y Cocine de primera con Segundo Cabezas, a través de su programadora Producciones Colombia; y el radio periódico Orientación, medio de comunicación conservador de denuncia ciudadana. Tuvo controversias por supuestos vínculos con el narcotráfico.